# Live!!!
Live!!! is een livealbum van de Nederlandse muziekgroep Het Goede Doel. Het is opgenomen tijdens de tournee behorende bij het studioalbum Mooi en onverslijtbaar. Plaats en datum ontbreken op de hoes. Het album werd uitgegeven door Dino Music, onder licentie van Polydor. De band werd gesponsord door The Coca-Cola Company Nederland. Het album deed meteen dienst als "Best of". Het ontwerp van de hoes was van de hand van fotograaf William Rutten.

## Musici
- Henk Temming – zang, toetsinstrumenten
- Henk Westbroek – zang
- Sander van Herk – gitaar
- Marjolijn Spijkers, Carmen Gomes - achtergrondzang, percussie
- Stephan Wienjus – basgitaar
- Toni Peroni – slagwerk
- Gerbrand Westveen – saxofoon en synthesizer en lyricon
- René Meister - toetsinstrumenten

## Composities
Allen van Henk en Henk, behalve waar aangegeven

| Nr. | Titel                                                              | Duur  |
| --- | ------------------------------------------------------------------ | ----- |
| 1.  | 4 Films                                                            | 4:00  |
| 2.  | The sonic ranger rides again (geschreven door Temming en van Herk) | 2:48  |
| 3.  | Ik dans, dus ik besta                                              | 3:55  |
| 4.  | Zwijgen                                                            | 3:49  |
| 5.  | Gijzelaar                                                          | 4:22  |
| 6.  | Eenvoud                                                            | 4:06  |
| 7.  | België                                                             | 6:21  |
| 8.  | Sinterklaas, wie kent hem niet                                     | 4:19  |
| 9.  | Iets van gevoel                                                    | 5:35  |
| 10. | Atoombom                                                           | 4:41  |
| 11. | Geboren voor het geluk                                             | 5:01  |
| 12. | Net zo lief gefortuneerd                                           | 3:19  |
| 13. | Vriendschap                                                        | 4:30  |
| 14. | Nooduitgang                                                        | 4:49  |
| 15. | Alles geprobeerd                                                   | 10:24 |

4Films is een studio-opname en kwam tot stand met
- Henk Temming (zang)en Sander van Herk – alle muziekinstrumenten behalve
- Stephan Wienjus – basgitaar
- Marjolijn Spijkers, Carmen Gomes en Angela Groothuizen – achtergrondzang
- Toni Peroni – percussie

| Nr. | Titel                                           | Duur |
| --- | ----------------------------------------------- | ---- |
| 1.  | 4 Films (een filmster blijft voor eeuwig leven) | 3:47 |
| 2.  | Zwijgen                                         | 3:49 |
| 3.  | Gijzelaar                                       | 4:16 |
| 4.  | Eenvoud                                         | 4:04 |
| 5.  | België (is er leven op pluto?)                  | 6:17 |
| 6.  | Sinterklaas (wie kent hem niet)                 | 4:17 |

| Nr. | Titel            | Duur  |
| --- | ---------------- | ----- |
| 1.  | Hou van mij      | 5:51  |
| 2.  | Vriendschap      | 4:29  |
| 3.  | Nooduitgang      | 4:44  |
| 4.  | Alles geprobeerd | 10:23 |

## Hitnotering
| "Live" in de Nederlandse Album Top 100 - binnen: 26-09-1987 | "Live" in de Nederlandse Album Top 100 - binnen: 26-09-1987 | "Live" in de Nederlandse Album Top 100 - binnen: 26-09-1987 | "Live" in de Nederlandse Album Top 100 - binnen: 26-09-1987 | "Live" in de Nederlandse Album Top 100 - binnen: 26-09-1987 | "Live" in de Nederlandse Album Top 100 - binnen: 26-09-1987 | "Live" in de Nederlandse Album Top 100 - binnen: 26-09-1987 | "Live" in de Nederlandse Album Top 100 - binnen: 26-09-1987 | "Live" in de Nederlandse Album Top 100 - binnen: 26-09-1987 | "Live" in de Nederlandse Album Top 100 - binnen: 26-09-1987 | "Live" in de Nederlandse Album Top 100 - binnen: 26-09-1987 | "Live" in de Nederlandse Album Top 100 - binnen: 26-09-1987 | "Live" in de Nederlandse Album Top 100 - binnen: 26-09-1987 |
| Week                                                        | 01                                                          | 02                                                          | 03                                                          | 04                                                          | 05                                                          | 06                                                          | 07                                                          | 08                                                          | 09                                                          | 10                                                          | 11                                                          |                                                             |
| ----------------------------------------------------------- | ----------------------------------------------------------- | ----------------------------------------------------------- | ----------------------------------------------------------- | ----------------------------------------------------------- | ----------------------------------------------------------- | ----------------------------------------------------------- | ----------------------------------------------------------- | ----------------------------------------------------------- | ----------------------------------------------------------- | ----------------------------------------------------------- | ----------------------------------------------------------- | ----------------------------------------------------------- |
| Nummer                                                      | 53                                                          | 32                                                          | 19                                                          | 14                                                          | 15                                                          | 19                                                          | 28                                                          | 35                                                          | 42                                                          | 59                                                          | 65                                                          | uit                                                         |